# 퓰리처상 픽션 부문
퓰리처상 픽션 부문(Pulitzer Prize for Fiction)은 미국의 시상식인 퓰리처상의 6개의 문학 분야 중 하나이다. 1948년 이전까지는 
퓰리처상 소설 부문(Pulitzer Prize for the Novel)으로 불렸다.

## 수상 내역
2016년: 윌리엄 피네건(William Finnegan)의 바바리안 데이즈(Barbarian Days)
2017년: 콜슨 화이트헤드(Colson Whitehead)의 언더그라운드 레일로드(The Underground Railroad)
2018년:  앤드루 숀 그리어(Andrew Sean Greer)의 레스(Less)
2019년:  리처드 파워스(Richard Powers)의 오버스토리(The Overstory)
2020년: 콜슨 화이트헤드(Colson Whitehead)의 니클의 소년들(The Nickel Boys)
- 1918년: 어니스트 풀의 His Family
- 1918년: 부스 타킹턴의 The Magnificent Ambersons
- 1920년: 수상작 없음
- 1921년: 이디스 워튼의 《순수의 시대》
- 1922년: 부스 타킹턴의 Alice Adams
- 1923년: Willa Cather의 One of Ours
- 1924년: 마거릿 윌슨의 The Able McLaughlins
- 1925년: 에드나 퍼버의 So Big!
- 1926년: 싱클레어 루이스의 애로스미스 (declined prize)
- 1927년: 루이스 브롬필드의 Early Autumn
- 1928년: 손턴 와일더의 《산 루이스 레이의 다리》
- 1929년: 줄리아 피터킨의 Scarlet Sister Mary
- 1930년: Oliver La Farge의 Laughing Boy
- 1931년: 마거릿 에이어 반스의 Years of Grace
- 1932년: 펄 벅의 《대지》
- 1933년: Thomas Sigismund Stribling의 The Store
- 1934년: 캐럴라인 밀러의 Lamb in His Bosom
- 1935년: 조지핀 윈즐로 존슨의 Now in November
- 1936년: 해럴드 L. 데이비스의 Honey in the Horn
- 1937년: 마거릿 미첼의 《바람과 함께 사라지다》
- 1938년: 존 필립스 마퀀드의 The Late George Apley
- 1939년: 마조리 롤링스의 《아기사슴 플래그》
- 1940년: 존 스타인벡의 《분노의 포도》
- 1941년: 수상작 없음
- 1942년: 엘런 글래스고의 In This Our Life
- 1943년: 업턴 싱클레어의 《용의 이빨》(Dragon's Teeth)
- 1944년: 마틴 플래빈(Martin Flavin)의 저니 인 더 다크(Journey in the Dark)
- 1945년: 존 리처드 허시(John Richard Hersey)의 벨 포 아다노(A Bell for Adano))
- 1946년: 수상작 없음
- 1947년: 로버트 펜 워런의 《모두가 왕의 부하들》(All the King's Men)
- 1948년: 제임스 A. 미치너의 《남태평양 이야기》(Tales of the South Pacific)
- 1949년: James Gould Cozzens의 Guard of Honor
- 1950년: A. B. 거스리 주니어의 The Way West
- 1951년: 콘래드 릭터의 The Town
- 1952년: 허먼 워크의 《케인호의 반란(영어판)》(The Caine Mutiny)
- 1953년: 어니스트 헤밍웨이의 《노인과 바다》
- 1954년: 수상작 없음
- 1955년: 윌리엄 포크너의 A Fable
- 1956년: MacKinlay Kantor의 Andersonville
- 1957년: 수상작 없음
- 1958년: 제임스 에이지의 《가족의 죽음》
- 1959년: 로버트 루이스 테일러의 The Travels of Jaimie McPheeters
- 1960년: 앨런 드루리의 Advise and Consent
- 1961년: 하퍼 리의 《앵무새 죽이기》
- 1962년: 에드윈 오코너의 The Edge of Sadness
- 1963년: 윌리엄 포크너의 The Reivers
- 1964년: 수상작 없음
- 1965년: Shirley Ann Grau의 The Keepers of the House
- 1966년: 캐서린 앤 포터의 The Collected Stories of Katherine Anne Porter
- 1967년: Bernard Malamud의 The Fixer
- 1968년: 윌리엄 스타이런의 《냇 터너의 고백》
- 1969년: N. Scott Momaday의 House Made of Dawn
- 1970년: 진 스태퍼드의 The Collected Stories of Jean Stafford
- 1971년: 수상작 없음
- 1972년: 월리스 스테그너의 Angle of Repose
- 1973년: 유도라 웰티의 《낙천주의자의 딸》(The Optimist's Daughter)
- 1974년: 수상작 없음
- 1975년: 마이클 샤라의 The Killer Angels
- 1976년: 솔 벨로의 Humboldt's Gift
- 1977년: 수상작 없음
- 1978년: 제임스 앨런 맥퍼슨의 《행동반경》(Elbow Room)
- 1979년: 존 치버의 《존 치버의 일기》(The Stories of John Cheever)
- 1980년: 노먼 메일러의 The Executioner's Song
- 1981년: 존 케네디 툴의 《바보들의 결탁》(A Confederacy of Dunces)
- 1982년: 존 업다이크의 《토끼는 부자다》(Rabbit Is Rich)
- 1983년: 앨리스 워커의 《더 컬러 퍼플》
- 1984년: 윌리엄 케네디의 Ironweed
- 1985년: 앨리슨 루리의 Foreign Affairs
- 1986년: 래리 맥머트리의 Lonesome Dove
- 1987년: 피터 테일러의 A Summons to Memphis
- 1988년: 토니 모리슨의 《빌러비드》(Beloved)
- 1989년: 앤 타일러의 《종이시계》(Breathing Lessons)
- 1990년: Oscar Hijuelos의 The Mambo Kings Play Songs of Love
- 1991년: 존 업다이크의 《토끼 잠들다》(Rabbit At Rest)
- 1992년: 제인 스마일리의 《천 에이커의 땅에서》(A Thousand Acres)
- 1993년: 로버트 올렌 버틀러의 《이상한 산의 향기》(A Good Scent from a Strange Mountain)
- 1994년: E. 애니 프루의《시핑 뉴스》(The Shipping News)
- 1995년: 캐럴 실즈의 《스톤 다이어리》(The Stone Diaries)
- 1996년: 리처드 포드의 《독립기념일》(Independence Day)
- 1997년: 스티븐 밀하우저의 Martin Dressler: The Tale of an American Dreamer
- 1998년: 필립 로스의 《미국의 목가》
- 1999년: 마이클 커닝햄의 《세월》(The Hours)
- 2000년: 줌파 라히리의 《축복받은 집》(Interpreter of Maladies)
- 2001년: 마이클 셰이본의 《캐벌리어와 클레이의 놀라운 모험》
- 2002년: 리처드 루소의 《제국의 몰락》(Empire Falls)
- 2003년: 제프리 유지니데스의 《미들섹스》
- 2004년: 에드워드 P. 존스의 The Known World
- 2005년: 마릴린 로빈슨의 《길리아드》(Gilead)
- 2006년: 제럴딘 브룩스의 《마치》(March)
- 2007년: 코맥 매카시의 《로드》
- 2008년: 주노 디아스의 《오스카 와오의 짧고 놀라운 삶》
- 2009년: 엘리자베스 스트라우트의 《올리브 키터리지》
- 2010년: 폴 하딩의 《팅커스》(Tinkers)
- 2011년: 제니퍼 이건의 《깡패단의 방문》(A Visit from the Goon Squad)
- 2012년: 수상자 없음
- 2013년: 애덤 존슨의 《고아원 원장의 아들》
- 2014년: 도나 타트의 《황금방울새》
- 2015년: 앤서니 도어의 《우리가 볼 수 없는 모든 빛》
- 2016년: 비엣 타인 응우옌의 《동조자》(The Sympathizer)
- 2017년: 콜슨 화이트헤드의 《언더그라운드 레일로드》(The Underground Railroad)
- 2018년: 앤드류 숀 그리어의 《레스》(Less)
- 2019년: 리처드 파워스의 《오버 스토리》(The Overstory)
- 2020년: 콜슨 화이트헤드의 《니클의 소년들》(The Nickel Boys)
- 2021년: 루이스 어드리히의 《밤의 경비원》(The Night Watchman)
- 2022년: 조슈아 코헨의 《The Netanyahus: An Account of a Minor and Ultimately Even Negligible Episode in the History of a Very Famous Family》